# 埃尔塞 (马耶讷省)
埃尔塞（法語：Hercé，法語發音：[ɛʁse]）是法国马耶讷省的一个市镇，属于马耶讷区。

## 地理
埃尔塞（48°25'5"N, 0°51'11"W）面积10.2 平方千米，位于法国卢瓦尔河地区大区马耶讷省，该省份为法国西北部内陆省份，北起芒什省和奧恩省，西接伊勒-维莱讷省，南至曼恩-卢瓦尔省，东临萨尔特省。
与埃尔塞接壤的市镇（或旧市镇、城区）包括：科隆比耶迪普莱西、戈龙、勒瓦雷、圣欧班福斯卢万、维约维。

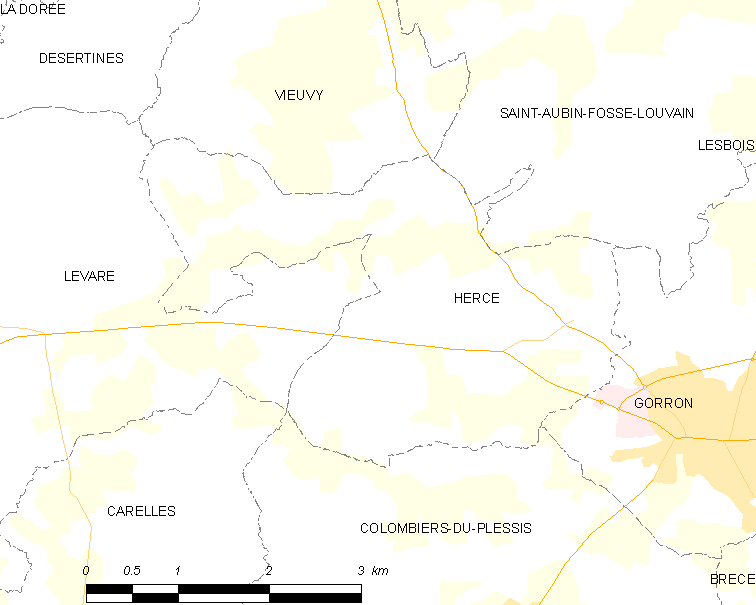
的OSM定位图

埃尔塞的时区为UTC+01:00、UTC+02:00（夏令时）。

## 行政
埃尔塞的邮政编码为53120，INSEE市镇编码为53115。

## 政治
埃尔塞所属的省级选区为戈龙县。

## 人口

1962-2008年间人口变化图示

埃尔塞于2022年1月1日时的人口数量为305人。